# Центральный фронт
Центральный фронт — оперативное формирование (объединение, фронт) Красной армии в годы Великой Отечественной войны. Создан 24 июля 1941 года, расформирован 26 августа того же года, его армии и полоса обороны были переданы Брянскому фронту. Второе формирование — 15 февраля 1943 года на основе расформированного Донского фронта. 20 октября 1943 года Центральный фронт был переименован в Белорусский (позже — Первый Белорусский фронт).

## Первое формирование
Создан 24 июля 1941 года на южном фланге центрального участка советско-германского фронта, на сформирование штаба фронта был направлен штаб 4-й армии.
Командующий фронтом был назначен генерал-полковник Ф. И. Кузнецов, начштаба — полковник Л. М. Сандалов, начальник артиллерии — генерал-майор М. П. Дмитриев, командующий ВВС фронта — комдив Г. А. Ворожейкин, штаб — Гомель.
При создании фронта была установлена его граница с Западным фронтом — Брянск, Рославль, Шклов, Минск (все включительно для Западного фронта), главное операционное направление фронта — Гомель, Бобруйск, Волковыск. В составе фронта вначале было две армии:
- 13-я армия (командующий — генерал-лейтенант В. Ф. Герасименко, после оставления Могилева его сменил генерал-майор К. Д. Голубев; штаб близ Родня). Так как основные соединения армии находились в окружении в районе Могилёва (61-й стрелковый и 20-й механизированный корпуса) и на Кричевском направлении (45-й и 20-й стрелковые корпуса), армии были переданы части и соединения расформированной 4-й армии: 28-й стрелковый корпус занимал полосу по р. Сож, отряд генерал-майора А. С. Жадова — от Кричева до Мстиславля.
- 21-я армия (командующий — генерал-лейтенант М. Г. Ефремов): 25-й мехкорпус, 66-й, 63-й, 21-й и 67-й стрелковые корпуса.

Действия фронта поддерживала Пинская военная флотилия.
1 августа в состав Центрального фронта включили 3-ю армию (управление армии, отступавшей от самого Гродно, вышло из окружения 28 июля севернее Рогачева). Командующим 3-й армией оставили генерал-лейтенанта В. И. Кузнецова, начальником штаба назначили генерал-майора А. С. Жадова; штаб расположился в районе западнее Калинковичей. Армии передали в подчинение 66-й стрелковый корпус (его командиром был назначен вышедший из окружения командир 1-го корпуса генерал-майор Ф. Д. Рубцов), Мозырский укрепрайон и 75-ю стрелковую дивизию.
7 августа 1941 года Ф. И. Кузнецов был отозван в Москву для получения нового назначения, новым командующим фронтом назначен генерал-лейтенант М. Г. Ефремов, исполняющим обязанности командарма 21-й армии стал генерал-майор В. Н. Гордов.
На следующий день ударом в полосе 13-й армии началось наступление 2-й танковой группы Г. Гудериана в южном направлении.
12 августа началась Рогачевско-Гомельская операция вермахта: боевые действия немецкой 2-й полевой армии генерал-полковника М. фон Вейхса по разгрому Центрального фронта.
14 августа в связи с успешным наступлением танковой группы Гудериана на стыке Центрального и Резервного фронтов для защиты Московского направления был создан Брянский фронт (командующий — генерал-лейтенант А. И. Еременко): 50-я армия и переданная из состава Центрального фронта 13-я армия.
В составе Центрального фронта остались две армии:
- 3-я армия оборонялась на мозырском направлении,
- 21-я армия — на гомельском; её 63-й стрелковый корпус (командир — генерал-лейтенант Л. Г. Петровский) сражался в окружении в районе Жлобин, Рогачев.

17 августа разгром 63-го стрелкового корпуса был завершён, при этом в арьергардном бою у деревни Скепня (20 км восточнее Жлобина) погибли генерал-лейтенант Л. Г. Петровский и начальник артиллерии корпуса генерал-майор А. Ф. Казаков. Начштаба 63-го стрелкового корпуса полковник А. Л. Фейгин попал в плен.
19 августа соединения немецкой 2-й полевой армии заняли Гомель. Под угрозой окружения 22 августа 3-я армия оставила Мозырь.
В ночь на 26 августа 1941 года Центральный фронт был расформирован, его армии и полоса обороны были переданы Брянскому фронту.

## Второе формирование
Создан 15 февраля 1943 года на основе расформированного Донского фронта. Командующий — генерал-полковник К. К. Рокоссовский, член Военного совета — генерал-майор К. Ф. Телегин, начальник штаба — генерал-лейтенант М. С. Малинин. В состав фронта первоначально включили следующие армии:
- 21-я армия (командующий — генерал-лейтенант И. М. Чистяков)
- 65-я армия (генерал-лейтенант П. И. Батов)
- 70-я армия (генерал-майор Г. Ф. Тарасов)
- 2-я танковая армия (генерал-лейтенант А. Г. Родин)
- 16-я воздушная армия (генерал-лейтенант С. И. Руденко).

Штаб фронта разместился в районе 10 км восточнее города Елец, фронт получил задачу поддержать наступление Воронежского и Брянского фронтов, действуя в направлении Севск, Унеча «с ближайшей задачей перерезать железную дорогу Брянск—Гомель… По выходе армий фронта на линию Брянск, Гомель главный удар нанести через Климовичи, Хиславичи на Смоленск с задачей захвата района Смоленск и отрезания путей отхода вяземско-ржевской группировки противника.
Одновременно с переходом в наступление наших войск с линии Брянск, Гомель на Смоленск перейдёт в наступление:
- Западный фронт — на Рославль и далее на Смоленск
- Калининский фронт — на Витебск, Орша, частью сил на Смоленск, навстречу нашему главному удару…»

Брянский фронт к этому времени (15—17 февраля) должен был завершить разгром орловской группировки противника.
Однако из-за того, что войска, перебрасываемые из-под Сталинграда, не успевали своевременно подойти в район боёв, а 21-я армия в связи с неблагоприятным развитием событий в районе Белгорода была передана в состав Воронежского фронта, наступление Центрального фронта в ходе проводимой им Севской операции не достигло запланированных успехов. Немецкие войска нанесли контрудар и поставили советские войска в тяжёлое положение. 21 марта 1943 года Центральный фронт перешёл к обороне, оставил часть занятой территории и отошёл на рубежи, составившие северный фас Курской дуги.
Состав Центрального фронта в Курском сражении летом 1943 года:
- 48-я армия (генерал-лейтенант П. Л. Романенко)
- 13-я армия (генерал-лейтенант Н. П. Пухов)
- 70-я армия (генерал-лейтенант И. В. Галанин)
- 65-я армия (генерал-лейтенант П. И. Батов)
- 60-я армия (генерал-лейтенант И. Д. Черняховский)
- 16-я воздушная армия (генерал-лейтенант С. И. Руденко).

В резерве фронта находились 2-я танковая армия, 9-й и 19-й танковые корпуса и другие части.

Основной удар противника на северном фасе Курской дуги приняла 13-я армия и, частично, 48-я и 70-я армии. После отражения немецкого наступления 15 июля 1943 года Центральный фронт силами своего правого фланга (48-я, 13-я и 70-я армии, 2-я танковая армия) перешёл в контрнаступление в направлении Кромы, с тем чтобы во взаимодействии с войсками Брянского и Западного фронтов разгромить орловскую группировку вермахта. Вскоре для развития наступления в состав фронта была включена 3-я гвардейская танковая армия генерал-лейтенанта П. С. Рыбалко. К 18 августа, завершив Орловскую стратегическую наступательную операцию «Кутузов», советские войска вышли к оборонительной линии противника «Хаген».
26 августа 1943 года в ходе битвы за Днепр началось новое наступление Центрального фронта (Черниговско-Припятская операция 26 августа—30 сентября 1943 года), в ходе которого были заняты Глухов, Конотоп, Нежин, Чернигов. 29 сентября 13-я и 60-я армии, тяготевшие к Киеву, были подчинены Воронежскому фронту. В свою очередь, 1 октября из состава Брянского фронта Центральному фронту были переданы 3-я (командующий — А. В. Горбатов), 50-я (И. В. Болдин) и 63-я армии (В. Я. Колпакчи). Таким образом, были изменены полосы ответственности и задачи фронтов.
15 октября Центральный фронт начал новое наступление на гомельском направлении силами 65-й и переданной в состав фронта 61-й армии (командующий — П. А. Белов).
20 октября 1943 года Центральный фронт был переименован в Белорусский (позже — Первый Белорусский фронт).

## Третье формирование
20 августа 1968 года на базе управления Прибалтийского военного округа был сформирован Центральный фронт с включением в него войск Прибалтийского военного округа, Группы советских войск в Германии и Северной группы войск, а также отдельных польских и восточногерманских дивизий. Этот фронт был развернут в ГДР и ПНР. В состав Центрального фронта входили 11-я и 20-я гвардейские и 37-я воздушная армии.

### Состав
Состав Центрального фронта с утра 22 августа 1968 года:
- управление (штаб)
- 1-я гвардейская танковая армия
  - 6-я гвардейская танковая дивизия
  - 7-я гвардейская танковая дивизия
  - 9-я гвардейская танковая дивизия
  - 27-я гвардейская мотострелковая дивизия
- 14-я гвардейская мотострелковая дивизия 20-й гвардейской армии
- 20-я танковая дивизия
- частично 90-я гвардейская танковая дивизия (СГВ)
- 11-я мотострелковая дивизия ННА ГДР
- 128-я гвардейская мотострелковая дивизия (ПрикВО)